# Заворово (Смоленская область)
Заворово — деревня  в  Смоленской области России,  в Сафоновском районе. Население – 69 жителей (2007 год)  .  Расположена в центральной части области  к северо-западу от города Сафонова, в 1 км севернее автодороги М1 «Беларусь».  Входит в состав Вышегорского сельского поселения.  

## История
В годы Великой Отечественной войны деревня была оккупирована гитлеровскими войсками в сентябре 1941 года, освобождена в 1943 году.
В Заворово имеется кладбище ,одно из 5 городских кладбищ г.Сафоново.От Сафоново до Заворово меньше километра 